# Ácido peroxosulfúrico
El ácido peroxosulfúrico, también ácido pentaoxosulfúrico (VI), ácido peroxisulfúrico, ácido peroximonosulfúrico o ácido persulfúrico, tiene la fórmula molecular H2SO5. Es un sólido incoloro con un punto de fusión a 45 °C. En este ácido el azufre central adopta la geometría tetraédrica. Fue descrito por primera vez por Heinrich Caro, por lo que, a veces también se le denomina ácido de Caro.

## Síntesis y producción
La preparación a escala de laboratorio comprende la combinación de ácido clorosulfónico y peróxido de hidrógeno.
{\displaystyle {\ce {H2O2 + ClSO2OH -> H2SO5 + HCl}}}
También se puede obtener  por reacción ácido sulfúrico > 85% y peróxido de hidrógeno > 50%. (Solución piraña).  Su producción a gran escala se lleva a cabo "in situ" debido a su inestabilidad.  
{\displaystyle {\ce {H2O2 + H2SO4 -> H2SO5 + H2O}}}

## Usos en la industria
El ácido peroxosulfúrico ha sido utilizado en una variedad de aplicaciones limpiadoras y desinfectantes, por ejemplo, en tratamiento para piscinas y limpiadores de dentaduras. Las sales metálicas alcalinas del ácido peroxosulfúrico parece que tienen utilidad para la delignificación de la madera.
Las sales de amonio, sodio y potasio del ácido peroxosulfúrico se utilizan en la industria de los plásticos como iniciadores de la polimerización, acondicionadores para el suelo y para aceites decolorantes desodorantes.
El hidrogenoperoxisulfato de potasio, KHSO5, es la sal ácida de potasio del ácido peroxosulfúrico. Es ampliamente utilizado como agente oxidante.

## Peligros
Como con todos los agentes oxidantes fuertes el ácido peroxosulfúrico debe mantenerse alejado de compuestos orgánicos como los éteres y las cetonas por su habilidad de peroxidar el compuesto, creando una molécula altamente inestable como el peróxido de acetona.